# Thiruvallur
Thiruvallur là một thành phố và khu đô thị của quận Thiruvallur thuộc bang Tamil Nadu, Ấn Độ.

## Nhân khẩu
Theo điều tra dân số năm 2001 của Ấn Độ, Thiruvallur có dân số 45.517 người. Phái nam chiếm 50% tổng số dân và phái nữ chiếm 50%. Thiruvallur có tỷ lệ 76% biết đọc biết viết, cao hơn tỷ lệ trung bình toàn quốc là 59,5%: tỷ lệ cho phái nam là 82%, và tỷ lệ cho phái nữ là 69%. Tại Thiruvallur, 11% dân số nhỏ hơn 6 tuổi.